# Památník obětí 1. světové války (Živanice)
Památník obětí 1. světové války se nalézá v malém parčíku v obci Živanice v okrese Pardubice. Památník byl slavnostně odhalen 22. 9. 1920.

## Popis
Pískovcový památník obětí 1. světové války v Živanicich od sochaře J. Doležala z Pardubic stojí v obdélníkovém ozdobném mřížovém ohrazení s dvířky na čelní straně. Ozdobná mříž je uchycena v pískovcovém ohrazení.
Uvnitř ohrazení stojí na pískovcovém schodě na dvou nižších hranolových soklech pilíř se sloupem, před kterým stojí socha legionáře ve francouzské uniformě.
Na čelní straně pilíře jsou umístěny pamětní desky, na spodní jsou uvedena jména padlých legionářů a na horní pak dalších 20 padlých a 9 nezvěstných vojínů z obce Živanice.
Socha legionáře přečkala dobu druhé světové války zakopaná za památníkem. 

## Galerie

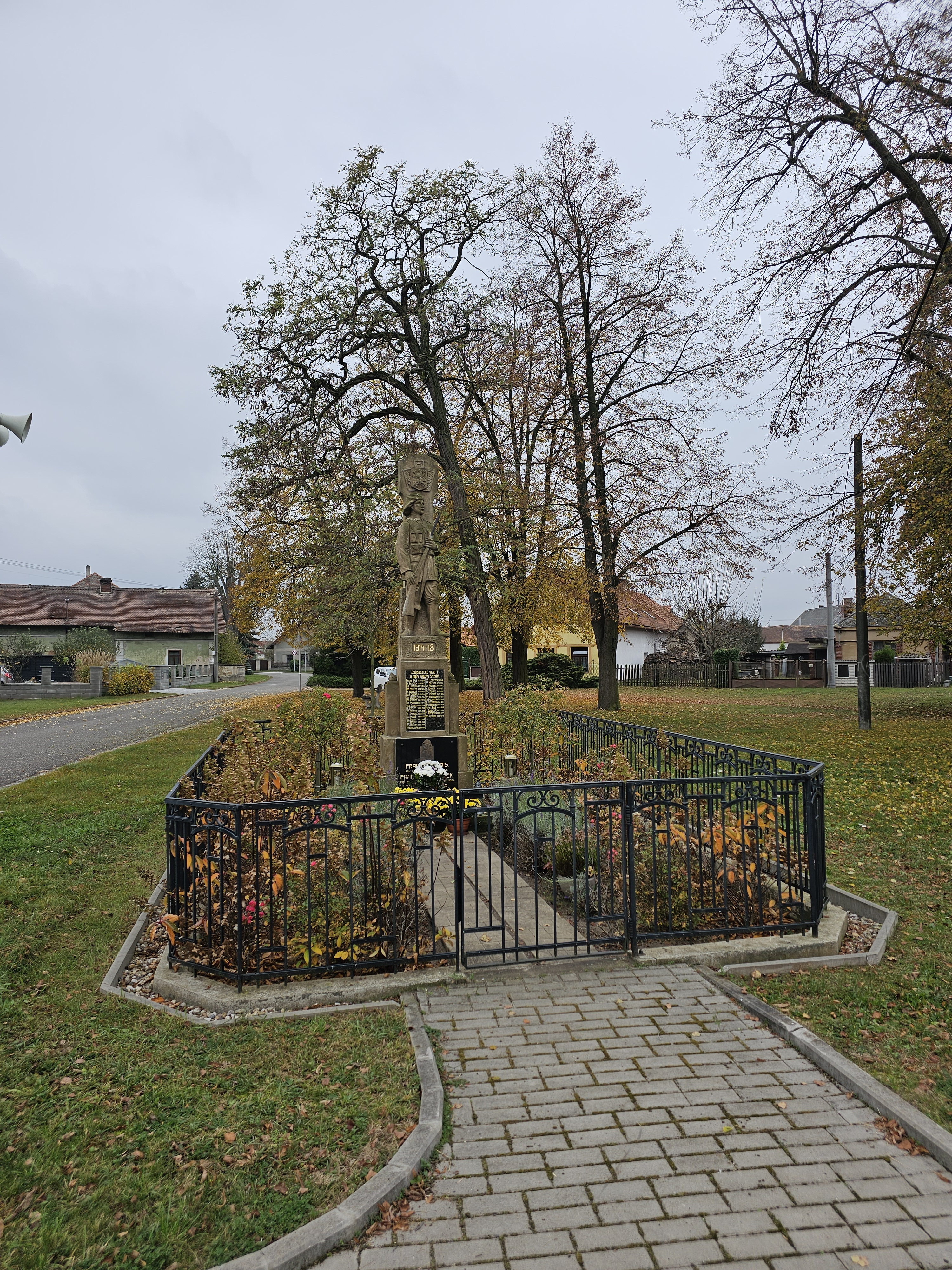
Pomník padlých v Živanicích - stav v roce 2024
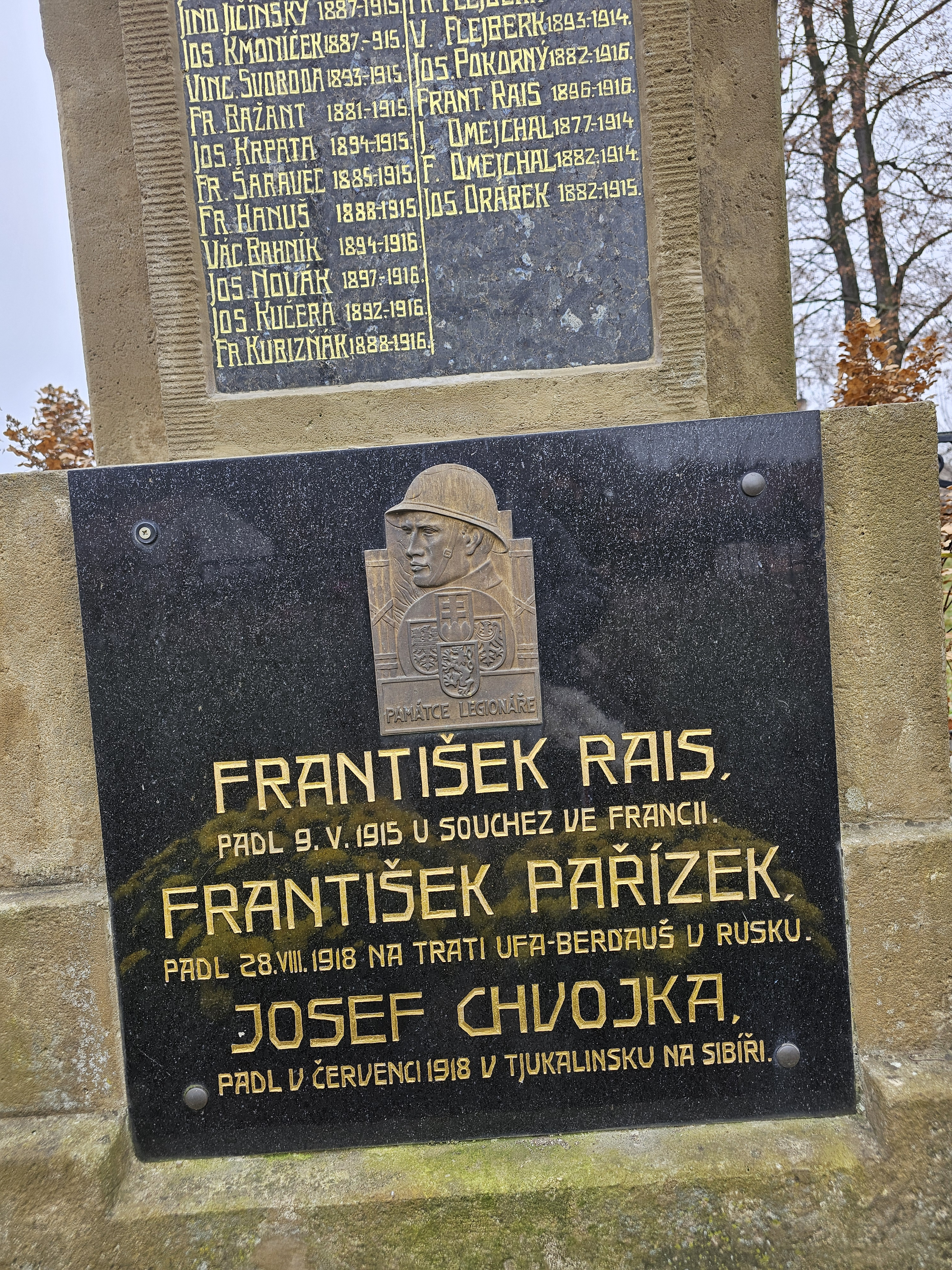
seznam padlých legionířu ze Živanic